# Ciguayo
El ciguayo (siwayo) era la llengua dels ciguayos de la península de Samaná a Hispaniola (actual República Dominicana) a l'època de la conquesta espanyola. Els ciguayos semblen ser anteriors als agricultors taïnos que habitaven gran part de l'illa. Sembla que la llengua era moribunda en el moment de la conquesta espanyola d'Amèrica i al cap d'un segle es va extingir.
El ciguayo es parlava a la costa nord-est de la Diòcesi Catòlica de Magua des de Nagua cap al sud fins al riu Yuna i a tota la península de Samaná.

## Lèxic
Se sap poc del ciguayo, a part que és una llengua diferent del taïno i del veí macorix. Les úniques paraules certificades són "or", "tuob" (presumiblement [tuˈob] o [ˈtwob]) i alguns topònims com "Quizquella" (presumiblement [kisˈkeja]), que significa "molt muntanyós". Això fa que sigui improbable que l'idioma sigui arawak o carib, ja que les llengües d'aquestes famílies tenen estructura sil·làbica V i CV senzilla fins i tot en préstecs que originalment eren CCV o CVC. Granberry i Vescelius (2004) especulen que els paral·lelismes més propers podrien estar en les llengües jicaque d'Hondures.
Granberry & Vescelius (2004) analitzen els morfemes de tuob 'or' i Quizquella 'molt muntanyós' com:
to-w-b(e) 'or'
- to- (cf. Tol oriental t 'pesadesa')
- -w- (cf. Tol oriental -w- 'el seu')
- -b(e) (cf. Tol oriental -pe 'pedra')

kʰis-kʰe-ya 'molt muntanyós'
- kʰis- (cf. Tol oriental kʰis 'pedra dura')
- -kʰe- (cf. reduplicació en tol oriental)
- -ya (cf. Tol oriental yo 'arbre')

## Referèncjes
1. ↑  Granberry, Julian «Lenguas indígenas del caribe». Cuba Arqueológica, vol. 5, 1, 2012, pàg. 5–11.
2. ↑  Guitar, Lynne «Following Linguistic Trails across Half a Millennium Provides New Answers to Old Questions». H-LatAm (H-Net), 2005.
3. 1 2  Granberry, Julian, & Gary Vescelius. Languages of the Pre-Columbian Antilles.  Tuscaloosa, AL: University of Alabama Press, 2004. ISBN 0-8173-5123-X.